# Kolossváry Sándor
Kolossváry Sándor (Pápa, 1775. március 20. – Veszprém, 1842. december 6.) római katolikus pap, hitszónok, mecénás, a Magyar Tudós Társaság tiszteleti tagja.

## Életútja
Kisnemesi családban született. Elemi iskoláit Pápán végezte el, majd Sopronban, illetve Veszprémben járt gimnáziumba. 1790-től a veszprémi egyházmegye papnövendékeként bölcseletet és teológiát hallgatott a pozsonyi papnevelő intézetbe, az Emericanumban. 1797-től káptalani karsegéd és székesegyházi hitszónok volt. 1798-ban Győrben pappá szentelték, s a veszprémi egyházmegyei szemináriumba nevezték ki a katolikus erkölcstan és lelkipásztorkodás-tan  tanárává. 1804-ig oktatott Veszprémben, majd 1804-től 1809-ig nagykapornaki lelkész volt, ezzel párhuzamosan 1805-től zalai alesperesként, 1808-tól veszprémi kanonokként is szolgált. 1809 és 1829 között Veszprém főplébánosa, ezzel párhuzamosan 1814-től vásárhelyi címzetes apát, 1822-től segesdi, 1823-tól pápai főesperes volt. 1829-ben a veszprémi káptalan dékánja lett, 1832-től haláláig pedig káptalani olvasókanonokként szolgált Veszprémben.
Egyházi munkája mellett 1812-től Veszprém vármegye táblabírájaként is tevékenykedett, a veszprémi káptalan követeként pedig részt vett és hazafias szónoklatával ki is tűnt az 1825–1827. évi pozsonyi országgyűlésen.

## Munkássága
Egyházi tisztségei mellett jeles hitszónokként is ismert volt, de beszédei csak halála után jelentek meg. Jelentős összegekkel, élete során mintegy 25 ezer forinttal támogatta a népnevelés ügyét, s további 72 ezer forintot áldozott egyéb jótékonysági célokra. Kezdeményezésére és anyagi támogatásával vette kezdetét 1817-ben a végül 1829-ben átadott veszprémi ispotály építése. 1832-ben 400 ezüstforinttal hozzájárult a Magyar Tudós Társaság törzstőkéjéhez, s részt vett a társaság nagyszótára, a Nagy magyar szókönyv előkészítő munkálataiban.

### Társasági tagságai és elismerései
1830-ban a Magyar Tudós Társaság igazgató, 1831-ben tiszteleti tagjává választották.

## Főbb művei
- Kolossváry Sándor egyházi beszédei I–II. Szerk. Kolossváry Ferenc. Pozsony. 1843–1844.
- Kolossváry Sándor még eddig ki nem adott egyházi beszédei. Budapest. 1875.

## További irodalom
- Toldy Ferenc: Gyászbeszéd Kolossváry Sándor felett. In: A Magyar Tudóstársaság Évkönyvei VII. 1846.